# Euploea moorei
Euploea moorei är en fjärilsart som beskrevs av Felder 1865. Euploea moorei ingår i släktet Euploea och familjen praktfjärilar. Inga underarter finns listade i Catalogue of Life.